# Egervölgy
Egervölgy is een plaats (község) en gemeente in het Hongaarse comitaat Vas. Egervölgy telt 410 inwoners (2001).